# Galeazzo Benti
Galeazzo Benti, nome d'arte di Galeazzo Bentivoglio (Firenze, 6 agosto 1923 – Bracciano, 20 aprile 1993), è stato un attore e sceneggiatore italiano.

## Biografia
Quando il conte Bentivoglio (discendente della famosa signoria bolognese) si accorse che il nipote Galeazzo stava trascinando "nel fango del cinematografo" il buon nome del casato, gli impose, per vie legali, di cambiare il cognome. Nacque così, dall'ira del nonno, un elegante nome d'arte: Galeazzo Benti. Impareggiabile viveur sul palcoscenico e sullo schermo, non fu la spalla più assidua di Totò (girarono insieme sette film) ma al suo fianco creò comunque personaggi indimenticabili: uno per tutti, il gagà Dodo della Baggina de L'imperatore di Capri (1949), nel quale fu anche aiuto regia. Per lui quel ruolo era, però, una condanna; tanto che, nel 1955, a trentun anni, arrivato in Venezuela per una manifestazione, vi si fermò a lavorare nel cinema e in tv per un quarto di secolo. In Italia tornò "vendicativo" come il conte di Montecristo, come raccontava spiritosamente, affermando che "quando un produttore mi proponeva di fare il gagà, gli dicevo di andare a...". La sua vicenda in Venezuela è raccontata non troppo ironicamente ne La terrazza di Ettore Scola (1980).
Fu anche vignettista e scrittore umoristico per la rivista Marc'Aurelio e conduttore televisivo del programma Ottovolante con Flora Lillo, diretto da Antonello Falqui).
Morì nella sua villa di Bracciano a causa di un infarto.

## Filmografia

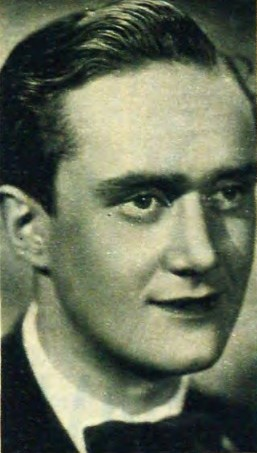
Benti in La donna è mobile (1942)

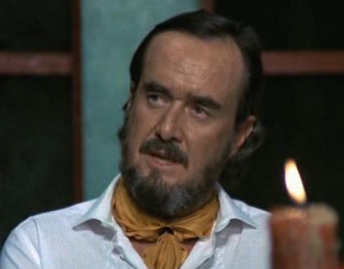
Benti in Il dio serpente (1970)

### Attore
- Anime in tumulto, regia di Giulio Del Torre (1942)
- I 3 aquilotti, regia di Mario Mattoli (1942)
- Bengasi, regia di Augusto Genina (1942)
- La donna è mobile, regia di Mario Mattoli (1942)
- L'avventura di Annabella, regia di Leo Menardi (1943)
- Gian Burrasca, regia di Sergio Tofano (1943)
- Gente dell'aria, regia di Esodo Pratelli (1943)
- Circo equestre Za-bum, regia di Mario Mattoli (1944)
- La freccia nel fianco, regia di Alberto Lattuada (1945)
- La vita ricomincia, regia di Mario Mattoli (1945)
- Partenza ore 7, regia di Mario Mattoli (1946)
- Abbasso la ricchezza!, regia di Gennaro Righelli (1946)
- I due orfanelli, regia di Mario Mattoli (1947)
- Dove sta Zazà?, regia di Giorgio Simonelli (1947)
- Il vento m'ha cantato una canzone, regia di Camillo Mastrocinque (1947)
- Arrivederci, papà!, regia di Camillo Mastrocinque (1947)
- Il delitto di Giovanni Episcopo, regia di Alberto Lattuada (1947)
- Fifa e arena, regia di Mario Mattoli (1948)
- Il fiacre n. 13, regia di Mario Mattoli (1948)
- Prigioniera dell'isola, regia di Marcel Cravenne (1948)
- Accidenti alla guerra!..., regia di Giorgio Simonelli (1948)
- Se fossi deputato, regia di Giorgio Simonelli (1949)
- Margherita da Cortona, regia di Mario Bonnard (1949)
- Una voce nel tuo cuore, regia di Alberto D'Aversa (1949)
- L'imperatore di Capri, regia di Luigi Comencini (1949)
- È arrivato il cavaliere, regia di Steno e Monicelli (1950)
- Tototarzan, regia di Mario Mattoli (1950)
- La bisarca, regia di Giorgio Simonelli (1950)
- Sette ore di guai, regia di Metz e Marchesi (1951)
- Amor non ho... però... però, regia di Giorgio Bianchi (1951)
- Libera uscita, regia di Duilio Coletti (1951)
- Milano miliardaria, regia di Marino Girolami e Marcello Marchesi (1951)
- La paura fa 90, regia di Vittorio Metz e Giorgio Simonelli (1951)
- Parigi è sempre Parigi, regia di Luciano Emmer (1951)
- Lo sai che i papaveri, regia di Metz e Marchesi (1952)
- Canzoni di mezzo secolo, regia di Domenico Paolella (1952)
- Altri tempi - Zibaldone n. 1, regia di Alessandro Blasetti (1952)
- Moglie per una notte, regia di Mario Camerini (1952)
- Primo premio: Mariarosa, regia di Sergio Grieco (1952)
- È arrivato l'accordatore, regia di Duilio Coletti (1952)
- I figli non si vendono, regia di Mario Bonnard (1952)
- Bellezze in motoscooter, regia di Carlo Campogalliani (1952)
- Totò a colori, regia di Steno (1952)
- Le ragazze di piazza di Spagna, regia di Luciano Emmer (1952)
- Agenzia matrimoniale, regia di Giorgio Pàstina (1952)
- Canto per te, regia di Marino Girolami (1953)
- Fermi tutti... arrivo io!, regia di Sergio Grieco (1953)
- Gli eroi della domenica, regia di Mario Mattoli (1953)
- Viva la rivista!, regia di Enzo Trapani (1953)
- Scampolo '53, regia di Giorgio Bianchi (1953)
- Canzoni, canzoni, canzoni, regia di Domenico Paolella (1953)
- Carovana di canzoni, regia di Sergio Corbucci (1954)
- Ridere! Ridere! Ridere!, regia di Edoardo Anton (1954)
- Totò all'inferno, regia di Camillo Mastrocinque (1954)
- In amore si pecca in due, regia di Vittorio Cottafavi (1954)
- Carosello napoletano, regia di Ettore Giannini (1954)
- Papà Pacifico, regia di Guido Brignone (1954)
- Un americano a Roma, regia di Steno (1954)
- Una donna libera, regia di Vittorio Cottafavi (1954)
- Angela, regia di Edoardo Anton e Dennis O'Keefe (1954)
- Yo y las mujeres, regia di Giuseppe Maria Scotese (1959)
- Follie d'estate, regia di Edoardo Anton (1963)
- Il dio serpente, regia di Piero Vivarelli (1970)
- Provocazione, regia di José María Forqué (1974)
- El enterrador de cuentos, regia di Victor Cuchi (1978)
- La terrazza, regia di Ettore Scola (1980)
- Baciami strega, regia di Duccio Tessari (1985) (TV)
- Voglia di cantare, regia di Vittorio Sindoni (1985) Miniserie TV
- Animali metropolitani, regia di Steno (1987)
- Il commissario Lo Gatto, regia di Dino Risi (1987)
- Io e mia sorella, regia di Carlo Verdone (1987)
- E non se ne vogliono andare!, regia di Giorgio Capitani (1988) (TV)
- Piazza Navona, epis. O Samba, regia di Daniele Costantini - serie TV (1988)
- Mortacci, regia di Sergio Citti (1989)
- Gioco al massacro, regia di Damiano Damiani (1989)
- La moglie ingenua e il marito malato, regia di Mario Monicelli (1989) (TV)
- Rosso veneziano (Rouge Venise), regia di Étienne Périer (1989)
- I promessi sposi, regia di Salvatore Nocita (1989)
- Vacanze di Natale '90, regia di Enrico Oldoini (1990)
- Nel giardino delle rose, regia di Luciano Martino (1990)
- Il conte Max, regia di Christian De Sica (1991)
- La stella del parco, regia di Aldo Lado (1991) Serie TV
- Rossini! Rossini!, regia di Mario Monicelli (1991)
- La scalata, regia di Vittorio Sindoni (1993) Miniserie TV

### Sceneggiatore
- Ridere! Ridere! Ridere!, regia di Edoardo Anton (1954)
- Carovana di canzoni, regia di Sergio Corbucci (1954)
- Rosso e nero, regia di Domenico Paolella (1955)
- Follie d'estate, regia di Edoardo Anton (1963)

### Aiuto regista
- L'imperatore di Capri, regia di Luigi Comencini (1949)

## Doppiatori italiani
- Stefano Sibaldi in Gente dell'aria
- Gualtiero De Angelis in La freccia nel fianco
- Carlo Romano in Il fiacre n. 13
- Giorgio Consolini in La paura fa 90 (canto)
- Giorgio Piazza in Il dio serpente
- Pino Ferrara in Il commissario Lo Gatto
- Paolo Lombardi in Gioco al massacro

## Televisione

### Varietà televisivi Rai
- Ottovolante, programma di giochi e varietà condotto da Flora Lillo e Galeazzo Benti, orchestra di Arturo Strappini, regia Antonello Falqui (1955)